# Gérard Blaize
Pour les articles homonymes, voir Blaize.
 (août 2023).
Si vous disposez d'ouvrages ou d'articles de référence ou si vous connaissez des sites web de qualité traitant du thème abordé ici, merci de compléter l'article en donnant les références utiles à sa vérifiabilité et en les liant à la section « Notes et références ».

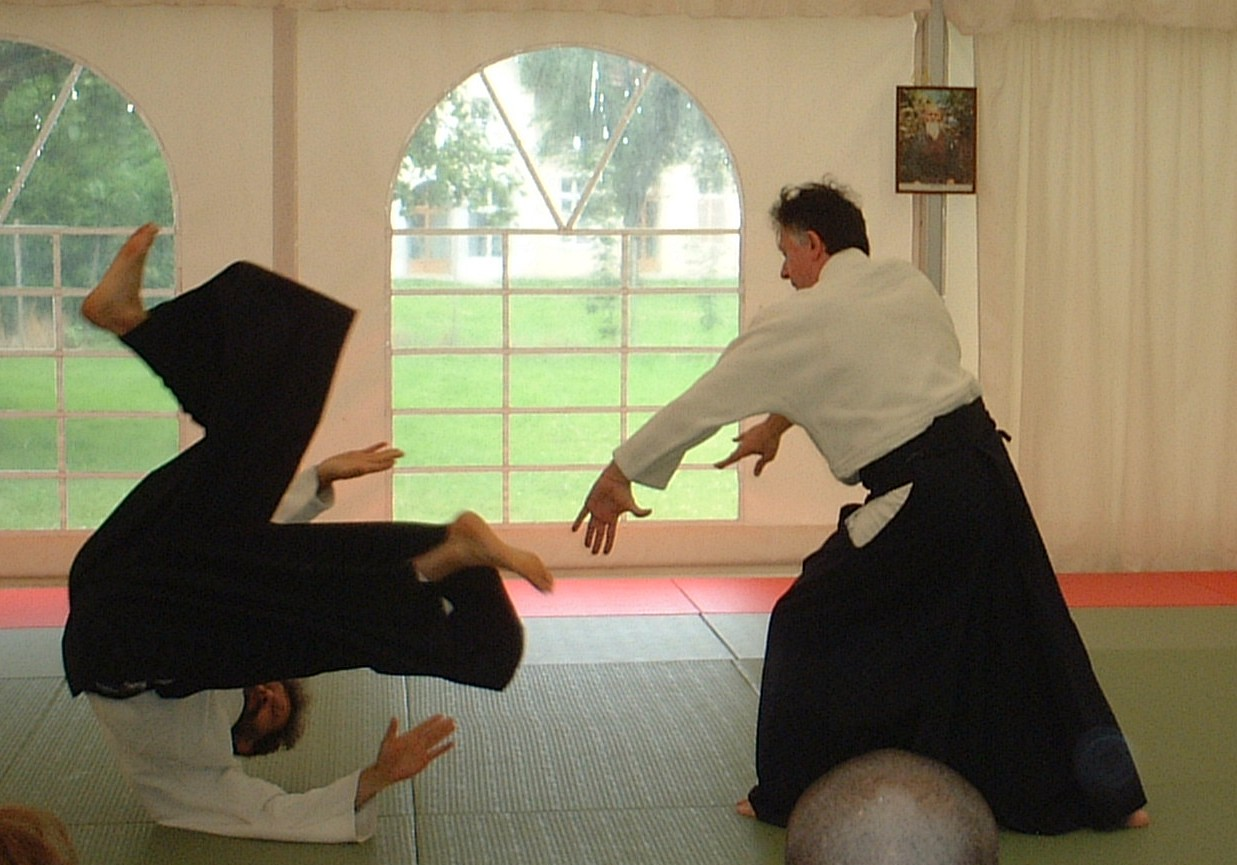
Gérard Blaize exécutant la technique kokyu nage en 2002 à Chamblay.

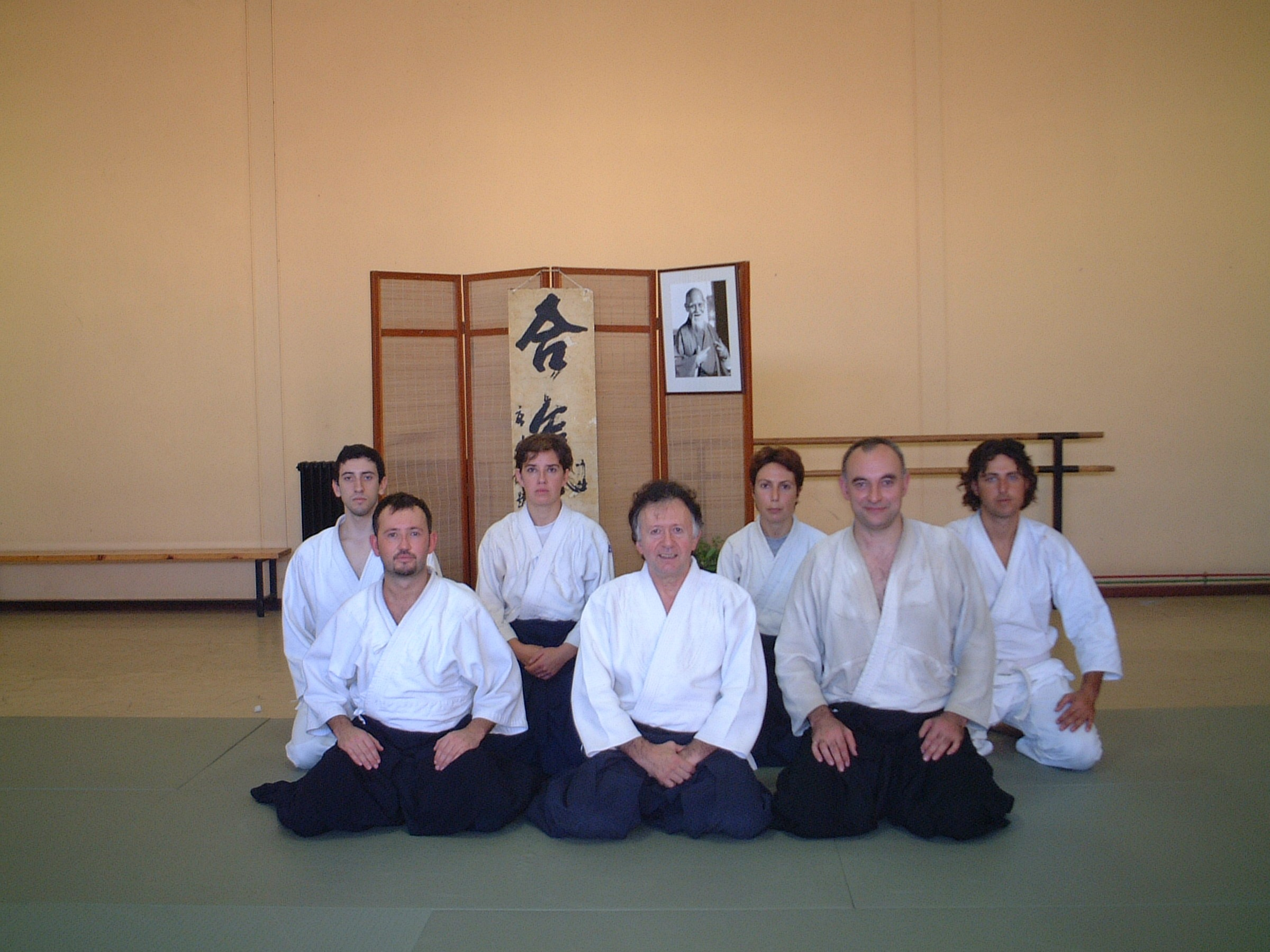
Gérard Blaize au centre d'un groupe d'élèves en 2002.

Gérard Blaize, né le 17 août 1946 à Toulouse, est un professeur français d'Aïkido, de bo-jutsu et de jodo.

## Biographie
Il a commencé le judo et l'aïkido sous la direction de Pierre Brousse.
Il a séjourné cinq ans et demi au Japon où il étudia l'aïkido au Hombu Dōjō de Tōkyō notamment sous la direction de Kisshomaru Ueshiba et de Seigo Yamaguchi.
En 1975, il rencontre Michio Hikitsuchi. Depuis lors, il n'a pas cessé de s'entraîner sous ses seuls conseils.
Il possède le 8e Dan,reçu de la main du Doshu Moriteru Ueschiba à l'Aikido Kagamibiraki 2025 le 12 janvier 2025 à Tokyo. Il était auparavant le premier pratiquant non japonais à avoir obtenu le 7e dan Aikikai, remis par de Kisshomaru Ueshiba à la demande de Hikitsuchi Michio.
Il intervient dans une cinquantaine de clubs en France et une vingtaine dans le monde.

## Publications
- Aïkido : recherche du geste vrai, Boulogne, Sedirep, 1988,  (ISBN 2-901551-46-7).
- Aïkido : des paroles et des écrits du fondateur à la pratique, 1999,  (ISBN 2-9508907-0-9)

Traduction de 
- Morihei Ueshiba et les croquis de Takako Kunigoshi, Techniques de budo en aikido = Budō renshū (1933), trad. du japonais par Chikako Tsuji et Gérard Blaize, Paris, G. Trédaniel, 1998,  (ISBN 2-85707-991-5).

## DVD
- Aïkido ou l'entraînement de la force attractive, avec Gérard Blaize, réal. Christophe Diez, 24 rue Victor Hugo 91120 Palaiseau, Independance Prod [éd.] ; Paris, Éditions Budostore [distrib.], 2001.